# NGC 6983
NGC 6983 ist eine Spiralgalaxie vom Hubble-Typ Sab im Sternbild Mikroskop am Südsternhimmel. Sie ist schätzungsweise 226 Millionen Lichtjahre von der Milchstraße entfernt.
Das Objekt wurde am 2. September 1836 von dem Astronomen John Herschel mit einem 48-cm-Teleskop entdeckt.